# St. Kitts and Nevis Chess Federation
Die St. Kitts and Nevis Chess Federation (SKNCF) ist die Dachorganisation der Schachspieler in dem karibischen Inselstaat St. Kitts und Nevis. Sie wurde offiziell am 9. März 2019 gegründet und hat ihren Sitz in Basseterre, der Hauptstadt von St. Kitts und Nevis.
Erster gewählter Präsident war der frühere Botschafter in den Vereinigten Staaten, IzBen Williams. Derzeitige Präsidentin ist P`Della`P Stanley.
Vorrangiges Ziel des Verbandes ist die baldmögliche Austragung einer nationalen Schachmeisterschaft und die Etablierung des Schachsportes in den Schulen. Mittelfristig wird angestrebt, an der Schacholympiade teilzunehmen. 
Als Ehrengäste waren bei der Gründungsveranstaltung die Vizepräsidenten der FIDE Nigel Short und Ian Wilkinson anwesend.
Mit Stand Dezember 2021 sind weder Elo-gewertete Frauen noch Männer auf der Verbandsseite der FIDE aufgeführt.